# Palazzo Fazzari (Catanzaro)
Palazzo Fazzari è un palazzo situato lungo il Corso Mazzini di Catanzaro.

## Storia
Il palazzo fu acquistato dall'imprenditore e politico Achille Fazzari, originario di Stalettì, il 31 agosto 1870. La scelta all'acquisto fu dettata dal desiderio di possedere una dimora di una certa importanza nel cuore della città, per evidenziare il suo prestigio di uomo di un certo livello sociale e, anche, perché più vicina alla sede del potere burocratico i cui edifici si trovavano sull'asse viario Porta di Mare – Piazza Grimaldi. Per la realizzazione, venne scelto un architetto fiorentino per la presenza in città dell'ingegnere Giacomo Romoli, inviato da Firenze subito dopo l'unità.
Il piano superiore, fino all'aprile del 2015 ospitava il Circolo Unione, un centro di aggregazione culturale attivo dal 1961.
La storica dell'arte Emilia Zinzi ha condotto diverse battaglie per il restauro delle pitture che decorano le sale dell'ex Circolo Unione.

## Descrizione

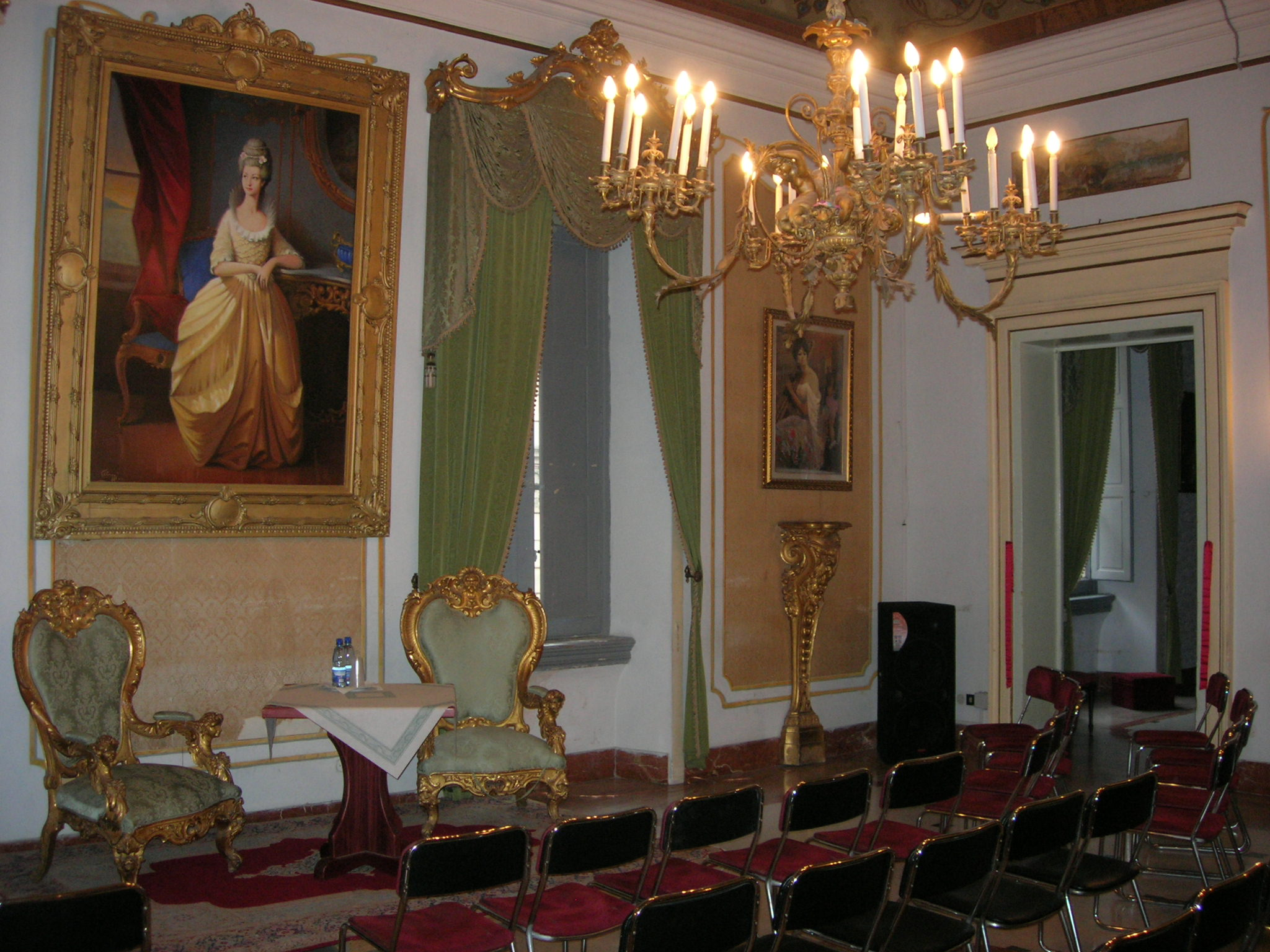
Salone da ballo - Palazzo Fazzari -

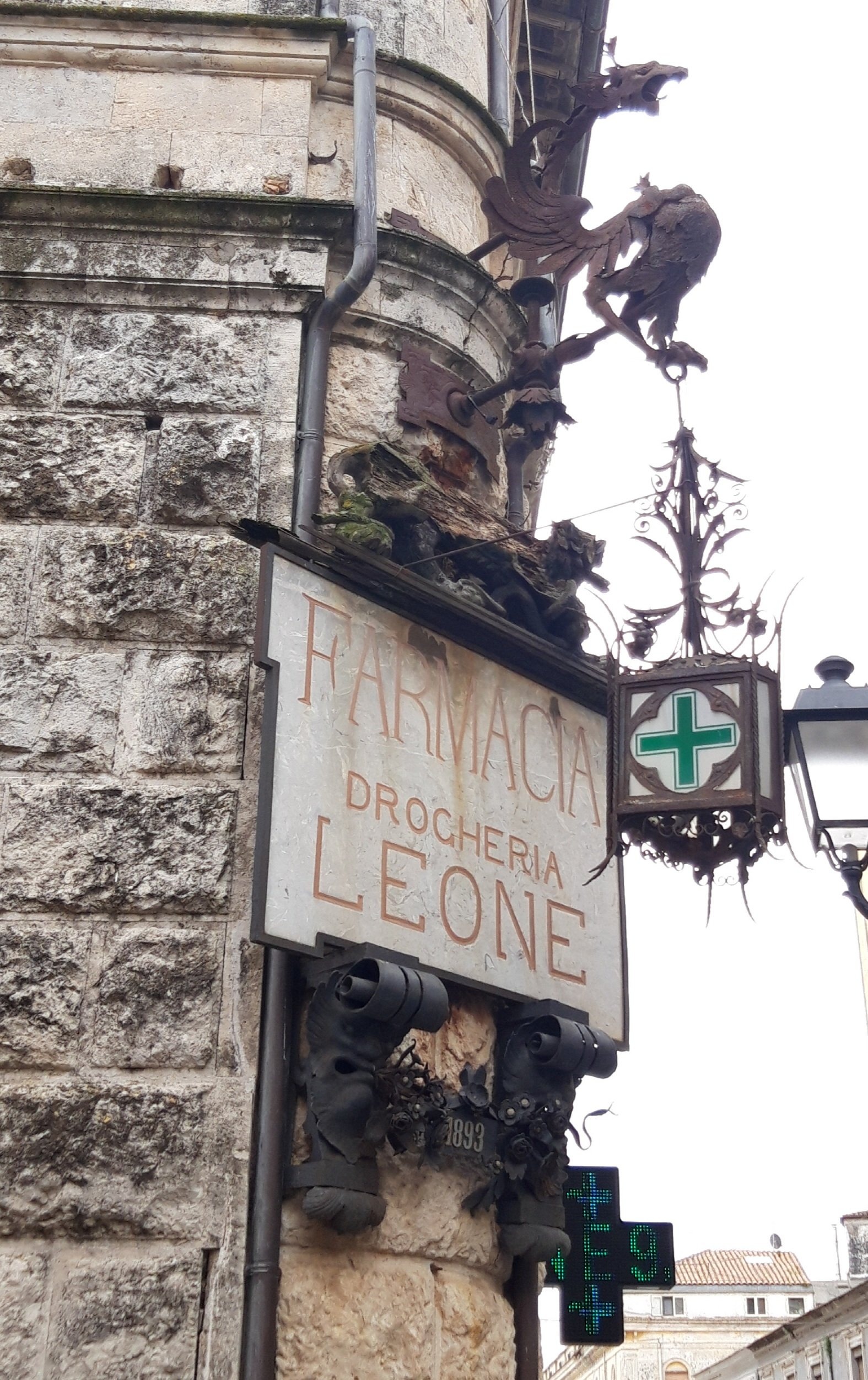
Insegna Farmacia Leone

Il palazzo presenta tre facciate di cui la principale sul Corso Mazzini, caratterizzate da un alto basamento a bugnato rustico in diorite di Stalettì che comprende il primo piano, e i due piani superiori, digradanti in altezza, con conci regolari dello stesso materiale e si conclude con un tetto aggettante su staffe sagomate in legno. La costruzione, nella facciata, mostra i caratteri tipici del primo rinascimento fiorentino che sono da riscontrare nell'uso delle bugne e dei conci di pietra che ci rimandano ad edifici come il Palazzo Medici Riccardi di Firenze. Una prerogativa di Palazzo Fazzari sono gli angoli smussati che non ritroviamo nello stile fiorentino.
All'interno, le ampie sale del piano superiore conservano soffitti in stile liberty, affrescate dal catanzarese Alfonso Frangipane, studente dell'Accademia di Belle Arti di Napoli, con eleganti figure femminili volteggianti. Si ritrovano alcuni dipinti di Federico Andreotti e gli arredi erano arricchiti da grandi tele dell'artista Tony Pileggi, acquistate da privati dopo la chiusura del Circolo.

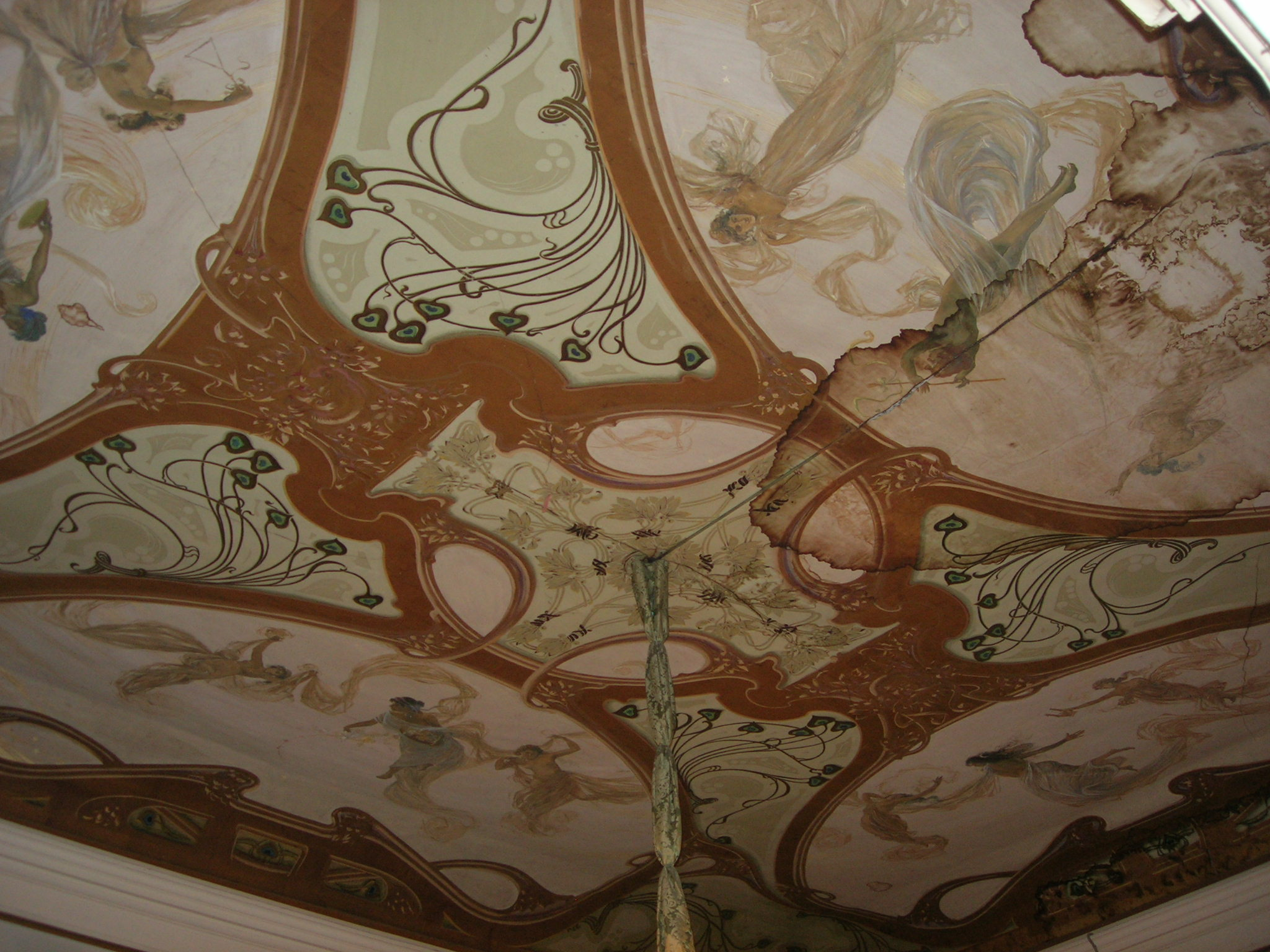
Alfonso Frangipane. Dipinto in stile liberty. Particolare del soffitto di una sala di Palazzo Fazzari.

Pregevole sul piano stradale è la presenza della ex Farmacia Leone, voluta nel 1893 dal Commendator Federico Leone che la rivestì d'intagli lignei, opera dei migliori ebanisti dell'epoca. Per anni fu luogo d'incontro di poeti e artisti provenienti perfino dall'estero. I soffitti della farmacia sono decorati da Alfonso Frangipane.
Sulla porta d'ingresso, l'insegna in marmo, legno e ferro battuto raffigura un grifone, ora gravemente danneggiata.